# Qareh Khāj
Qareh Khāj (persiska: قَرِه خاچ, قَرِه آغاج, قره خاج, قَرِه خاج, قَرَه خاج, كَرَ اَگَچ) är en ort i Iran.   Den ligger i provinsen Västazarbaijan, i den nordvästra delen av landet, 700 km nordväst om huvudstaden Teheran. Qareh Khāj ligger 1 704 meter över havet och antalet invånare är 274.
Terrängen runt Qareh Khāj är huvudsakligen kuperad, men åt sydost är den bergig. Runt Qareh Khāj är det ganska glesbefolkat, med 39 invånare per kvadratkilometer. Närmaste större samhälle är Mākū, 5,1 km nordost om Qareh Khāj. Trakten runt Qareh Khāj består i huvudsak av gräsmarker.